# 卢河
盧河（法語：Loue，法語發音：[lu]）是法國的河流，位於該國東部，屬於杜河的左支流，河道全長122公里，流域面積1,760平方公里，平均流量每秒59立方米，發源自乌昂附近。

## 外部連結
- http://www.geoportail.fr（页面存档备份，存于）
- Sandre数据库中的盧河 （页面存档备份，存于）